# Karim Adeyemi
Karim-David Adeyemi (München, 18 januari 2002) is een Duits voetballer die doorgaans speelt als aanvaller. Hij verruilde Red Bull Salzburg in juli 2022 voor Borussia Dortmund. Adeyemi debuteerde in 2021 in het Duits voetbalelftal.

## Clubcarrière

### Red Bull Salzburg
Adeyemi is een zoon van een Nigeriaanse vader en Roemeense moeder. Hij speelde in de jeugd van TSV Forstenried tot hij in 2010 werd opgenomen in de jeugdopleiding van Bayern München. Nadat de club en hij niet tot een akkoord kwamen over verlenging van zijn contract, ging hij in 2012 verder bij SpVgg Unterhaching. Hij doorliep hier verder alle jeugdelftallen en maakte in maart 2018 zijn debuut voor Unterhaching –19 in de Bundesliga voor A-junioren. Adeyemi maakte in april 2018 zijn eerste doelpunt in die competitie, tijdens een met 2–3 verloren wedstrijd tegen Eintracht Frankfurt –19. Hij degradeerde aan het eind van het seizoen met Unterhaching naar de A-Jugend Bayernliga.
Adeyemi verruilde Unterhaching in juli 2018 voor Red Bull Salzburg, waar hij een driejarig contract tekende. De Oostenrijkse club stalde hem vervolgens direct bij zusterclub FC Liefering. Dat was op dat moment actief in de 2. Liga. Adeyemi maakte op 1 september 2018 zijn debuut voor Liefering, tegen Austria Lustenau. Hij speelde de volledige wedstrijd. Liefering verloor met 1–0. Na twintig speelronden in 2018/19 kwam Adeyemi ook in de eerste seizoenshelft van 2019/20 uit voor Liefering. Na de jaarwisseling werd hij overgeheveld naar Red Bull Salzburg. Hiervoor kwam hij op 1 juli 2020 voor het eerst tot scoren, tegen Sturm Graz. Adeyemi werd in 2020/21 een volwaardig selectielid van Salzburg. Hij kwam dat seizoen 29 speelronden in actie, nog wel hoofdzakelijk als invaller. Hij groeide in 2021/22 uit tot onbetwiste basisspeler. Met negentien doelpunten werd hij dat jaar topscorer van de Oostenrijkse competitie, onder meer door een hattrick tegen WSG Tirol. Daarnaast scoorde hij vier keer in de Champions League, tegen Brøndby, Lille en VfL Wolfsburg.

### Borussia Dortmund
Borussia Dortmund en Red Bull Salzburg maakten in mei 2023 bekend dat Adeyemi met ingang van 2022/23 voor de Duitse club ging spelen. Hij tekende een contract tot medio 2027. Dortmund betaalde 30 miljoen euro voor hem aan Salzburg. Adeyemi werd bij de Duitse club meteen basisspeler. Door verschillende blessures stond hij in zijn eerste seizoen in de Bundesliga wel twee maanden aan de kant.

## Interlandcarrière
Adeyemi kwam uit voor verschillende Duitse nationale jeugdelftallen vanaf Duitsland –16. Hij maakte deel uit van Duitsland –17 op het EK –17 van 2019 en won met Duitsland –21 het EK –21 van 2021. Adeyemi debuteerde op 5 september 2021 in het Duits voetbalelftal. Bondscoach Hansi Flick liet hem toen in de 72e minuut invallen voor Serge Gnabry in een met 6–0 gewonnen WK-kwalificatiewedstrijd tegen Armenië. Hij maakte zelf het laatste doelpunt. 

## Erelijst
| Competitie            |                   |                           |                   |                   |
| Competitie            | Aantal            | Jaren                     |                   |                   |
| Red Bull Salzburg     | Red Bull Salzburg | Red Bull Salzburg         | Red Bull Salzburg | Red Bull Salzburg |
| --------------------- | ----------------- | ------------------------- | ----------------- | ----------------- |
| Kampioen Bundesliga   | 3x                | 2019/20, 2020/21, 2021/22 |                   |                   |
| Beker van Oostenrijk  | 3x                | 2019/20, 2020/21, 2021/22 |                   |                   |
| Duitsland –21         |                   |                           |                   |                   |
| Europees kampioen –21 | 1x                | 2021                      |                   |                   |